# Biblia Leopolity
Biblia Leopolity (Szarffenbergowska) – pierwszy drukowany polski przekład całej Biblii wydany w 1561 roku w Krakowie. Tłumaczenia dokonano na zlecenie Marka Szarffenberga i jego syna Stanisława, stąd też inna nazwa: Biblia Szarffenbergowska. Przyjmuje się, że autorem przekładu był anonimowy tłumacz, a tekst został poprawiony przez ks. Jana Nicza ze Lwowa (pseudonim Leopolita), od którego pochodzi nazwa przekładu.

## Historia
Biblia Leopolity jest pierwodrukiem Pisma Świętego w języku polskim. Przekład ten dedykowano Zygmuntowi Augustowi. Przez 38 lat, do czasu wydania Biblii Wujka było to jedyne drukowane (nie licząc Starego Testamentu z rękopiśmiennej Biblii królowej Zofii) katolickie tłumaczenie Pisma na język polski.
Wydany w 1553 roku protestancki Nowy Testament Murzynowskiego pobudził do wydania Biblii drukarzy katolickich. Drukowany katolicki przekład Nowego Testamentu zwany Nowym Testamentem Scharffenberga ukazał się w roku 1556. Katolicki przekład zawierał nie tylko tekst samego Nowego Testamentu, ale również lekcje i proroctwa ze Starego Testamentu przeznaczone do odczytywania w niedziele i święta. Znane też są kolejne wydania pochodzące z lat 1564, 1566 i 1568.
Obóz katolicki, chcąc uprzedzić protestanckie wydanie Pisma Świętego (Reformacja promowała przekłady Biblii w językach narodowych) dążył do wydania własnego pełnego tłumaczenia Pisma Świętego. Zamiarem była skuteczniejsza walka z Reformacją. Pełny katolicki przekład – Biblia Leopolity – ukazał się w roku 1561, a jego drugie poprawione wydanie w 1575. Biblia Leopolity o dwa lata wyprzedziła wydanie protestanckiej Biblii brzeskiej. Źródłem przekładu była Wulgata. Występuje też pewna zależność od przekładów czeskich – Biblii Severýna i Biblii Melantricha. Nazwiska tłumacza nie podaje jednak ani pierwsze, ani drugie wydanie. Wiadomo, że przed drugim wydaniem poprawiał Biblię ks. Jan Nicz ze Lwowa (pseudonim Leopolita, czyli lwowianin), wykładowca m.in. Uniwersytetu Jagiellońskiego w Krakowie. Jeden egzemplarz wydawca ofiarował Bibliotece Uniwersyteckiej.
Wydanie drugie z 1575 ukazało się w znacznie bogatszej szacie graficznej, a dedykowano je królowi Henrykowi Walezemu. Gdy jednak król w niesławie opuścił kraj, w 1577 opublikowano wydanie trzecie zawierające ten sam tekst co wydanie z 1575 lecz posiadające dodaną nową kartę tytułową (tzw. wariant tytułowy) i dwie dedykacje: Stefanowi Batoremu i Annie Jagiellonce.

## Opis
Pierwsze wydanie z 1561 roku ukazało się na 614 kartach (307 arkuszy) – w tym 20 kart nienumerowanych. Posiada 284 zdobiące księgę drzeworyty (wydanie drugie 285) – niektóre powielone więcej niż jeden raz. Drzeworyty są niejednorodne i nie pochodzą od jednego autora (ilustracje pochodzą głównie od trzech zespołów które utworzyły kolejno 94, 87 i 84 ilustracje, autorem co najmniej jednej ilustracji z roku 1561 jest Kryspin Szarffenberg). Niedopasowanie części ilustracji do formatu księgi wskazuje na pośpiech, który towarzyszył pracy nad Biblią – drukarzom katolickim zależało na opublikowaniu własnego przekładu przed Biblią brzeską powstającą w tym samym czasie.
Oprócz tekstu ksiąg Starego i Nowego Testamentu księga zawiera m.in. list dedykacyjny autorstwa Mikołaja Szarfenberga, Przedmowę ks. Nicza, Summę wszystkiego Pisma świętego, dwie przedmowy Hieronima ze Strydonu do Pięcioksięgu Mojżeszowego i czterech Ewangelii oraz Rejestry liturgiczne (Ewangelie i Listy, które na niedziele i inne święta są czytane). Druk wykonano czarną farbą wykorzystując kolor czerwony jedynie na karcie tytułowej.
Tekst Biblii Leopolity z 1561 został ułożony w dwóch kolumnach (z wyjątkiem kilku kart początkowych i końcowych zawierających dedykację, przedmowy i dodatki). Został on podzielony na rozdziały i nie posiada numeracji wersetów (system podziału na wersety w roku 1551 wprowadził Robert Stephanus, paryski drukarz). Tekst w zasadzie nie posiada komentarzy i uwag filologicznych które wówczas były charakterystyczne dla humanistycznych przekładów protestanckich. Natomiast na marginesach podano miejsca paralelne. Począwszy od Księgi Kapłańskiej tekst ksiąg poprzedzają przedmowy charakterystyczne dla Wulgaty, a rozdziały poprzedzono krótkimi streszczeniami.
Biblia Leopolity uchodzi za niezbyt udaną pod względem językowym. Pojawia się w niej słownictwo (już wówczas) przestarzałe, gwarowe, a także naleciałości czeskie. Innego zdania był poeta i tłumacz Biblii Czesław Miłosz, który stwierdzał: „[…] przestałem filologom wierzyć. Śliczny polski język, nawet dzisiaj nie bardziej niż u Wujka staroświecki, siła ekspresji, czego chcieć więcej?”.
W 1988 w ramach projektu Biblia Slavica wykonano reedycję tego przekładu. Wydanie to opublikowano w dwóch tomach. Pierwszy zawiera faksymile  Biblii Leopolity, a drugi przedmowę wydawców (Reinholda Olescha i Hansa Rothego) oraz trzy naukowo-krytyczne komentarze autorstwa Davida A. Fricka, Stanisława Urbańczyka i Elżbiety Belcarzowej.

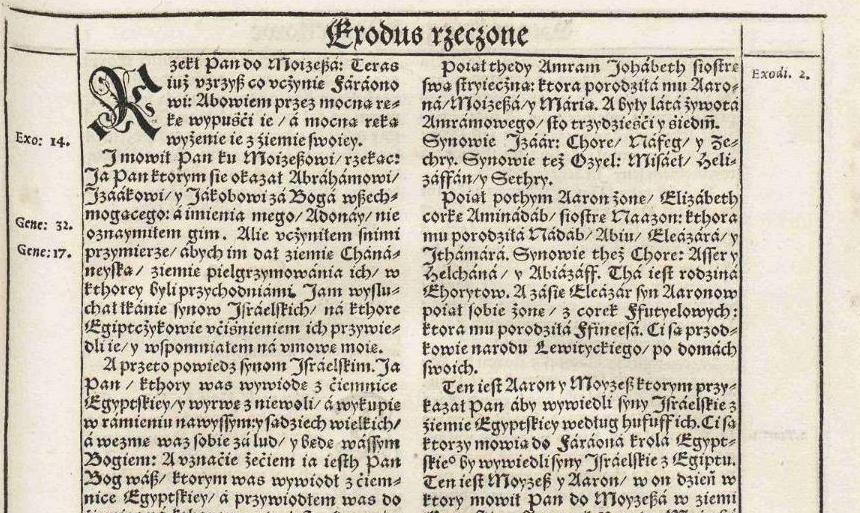
Początek 6. rozdziału Księgi Wyjścia w Biblii Leopolity z 1561. Widoczny brak podziału na wersety. Imię Boże oddane jako „Adonáy”